# 沃萊克萊斯卡爾峰

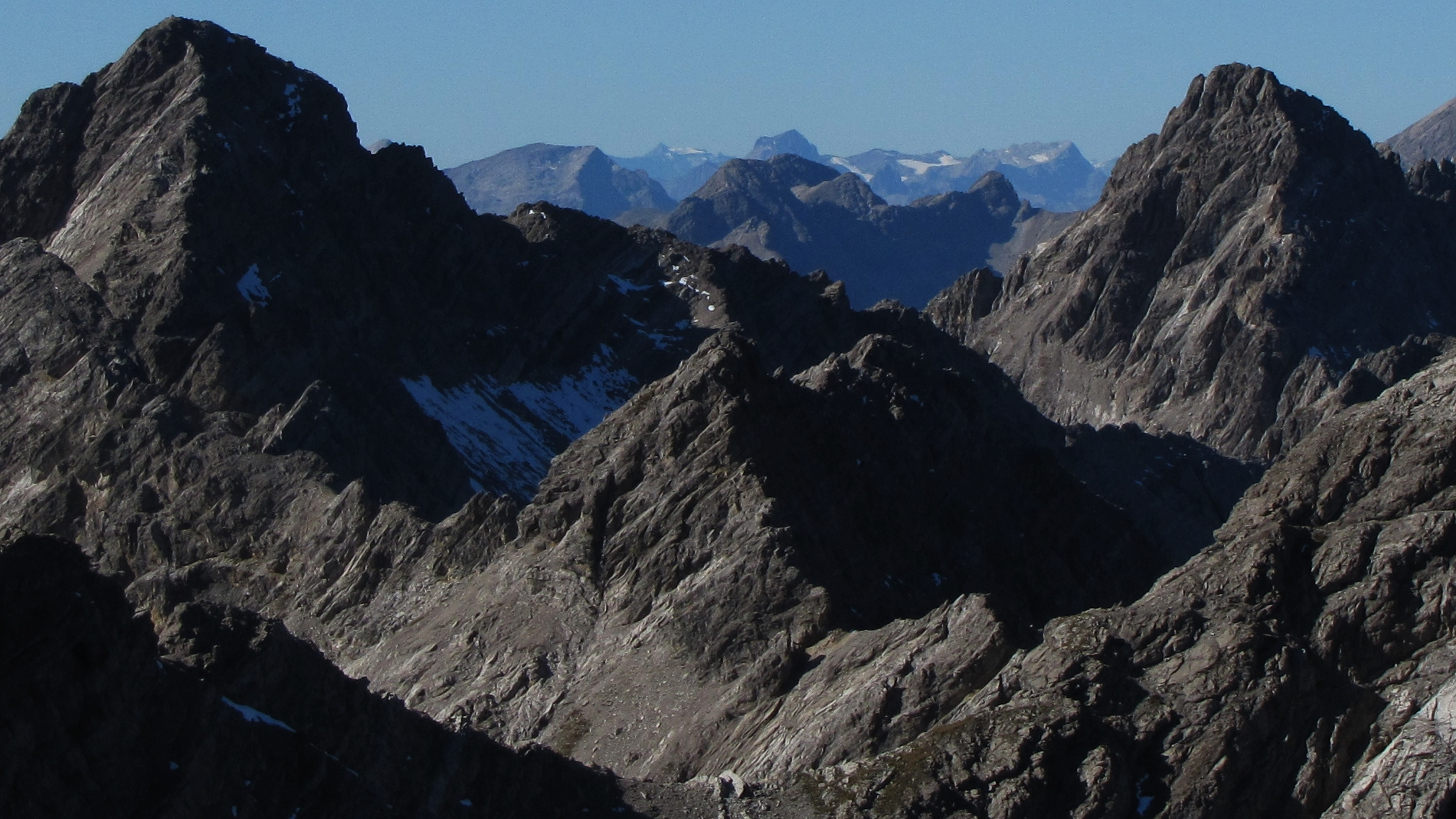

47°19′53″N 10°27′05″E / 47.33139°N 10.45139°E
沃萊克萊斯卡爾峰（德語：Wolekleskarspitze），是奧地利的山峰，位於該國西部，由蒂羅爾州負責管轄，屬於阿爾高阿爾卑斯山脈的一部分，距離格利格卡爾峰0.2公里，海拔高度2,522米，每年平均降雨量1,698毫米。